# 外丙
外丙（がいへい）は、殷朝の第2代王。本来兄の太丁が王位を継承する予定であったが、太丁が早世したために、後を継いだ。
亳に都し、即位後3年にして没する。